# Baagebach
Der Baagebach ist ein gut fünfeinhalb Kilometer langer rechtsseitiger Zufluss der Lippe im Münsterland (Nordrhein-Westfalen). 

## Geographie

### Verlauf
Der Baagebach entspringt südlich von Wadersloh-Liesborn und mündet westlich von Lippstadt in die Lippe. Der Bach ist 5,6 km lang. Die Höhenlage nimmt dabei von 84 m ü. NHN im Quellgebiet bis 71 m ü. NHN an der Mündung um ca. 12 m ab. Dies entspricht einem Sohlgefäller von etwa 2,1 ‰.

### Einzugsgebiet
Das offene, ebene 6,94 km² große Einzugsgebiet des Baagebachs wird stark von der Landwirtschaft geprägt. Es wird durch ihn über die  Lippe und den Rhein zur Nordsee entwässert.